# Вики воли споменике
Вики воли споменике (енгл. Wiki Loves Monuments, WLM) годишње је међународно фотографско такмичење које се одржава током септембра или октобра, а организују га чланови Википедијине и Викимедијине заједнице широм света, уз помоћ локалних партнера. Учесници фотографишу локална непокретна културна добра и отпремају их на Викимедијину оставу. Циљ овог догађаја је да истакне културна добра земаља учесница, подстичући људе да фотографишу те споменике и ставе их под слободну лиценцу, како би могли да се поново користе не само на Википедији, већ и ван ње.
Прво такмичење Вики воли споменике одржано је 2010. године у Холандији као пилот пројекат. Већ следеће године проширило се на друге европске земље и, према Гинисовој књизи рекорда, издање пројекта Вики воли споменике из 2011. године оборило је светски рекорд као највеће фотографско такмичење. Године 2012. такмичење је проширено ван Европе, са укупно 35 земаља учесница. Током Вики воли споменике 2012. године, више од 350.000 фотографија историјских споменика постављено је од стране више од 15.000 учесника. У 2013. години, такмичење је одржано на шест континената, укључујући Антарктик, уз званично учешће више од педесет земаља широм света. Издање Вики воли споменике пројекта из 2016. године подржао је Унеско и привукло је 10.700 такмичара из 43 земље који су предали 277.000 фотографија. Године 2018. на такмичењу је учествовало 56 држава и територије, а тај број учесника је поновљен и 2024. године. Тада је прикупљено 239.556 фотографија од стране 4.519 учесника.

## Историја
Вики воли споменике је наследник такмичења Вики воли уметност, које је одржано у Холандији 2009. године. Прво такмичење Вики воли споменике било је посвећено рајксмонументима (Rijksmonuments, холандски назив за националне споменике) и подстицало је фотографе да пронађу споменике националне баштине Холандије. Рајксмонументи обухватају архитектонске објекте и предмете од општег значаја, признате због своје лепоте, научне или културне вредности. Локације као што су археолошка налазишта у Дрентеу, Краљевска палата Ноордајнде у Хагу и куће дуж канала у Амстердаму биле су део више од 12.500 фотографија послатих на првом догађају.
Овај успех изазвао је интересовање у другим европским земљама, па је кроз сарадњу са Европским данима баштине 18 држава, уз помоћ локалних огранака Викимедије, учествовало на такмичењу 2011. године, при чему је до краја догађаја отпремљено скоро 170.000 фотографија. Гинисова књига рекорда признала је издање Вики воли споменике из 2011. године као највеће фотографско такмичење на свету, са 168.208 фотографија отпремљених на Викимедијину оставу од стране више од 5.000 учесника. Укупно је пристигло око 171.000 фотографија из 18 европских земаља учесница. Немачка, Француска и Шпанија допринеле су са највећим бројем фотографија. Фотографија из Румуније освојила је прву међународну награду, док је Естонија заузела друго, а Немачка треће место на такмичењу 2011. године.
Године 2012, такмичење Вики воли споменике имало је званично учешће више од тридесет земаља и региона широм света: Андора, Аргентина, Аустрија, Белорусија, Белгија, Канада, Каталонија, Чиле, Колумбија, Чешка, Данска, Естонија, Француска, Немачка, Гана, Индија, Израел, Италија, Кенија, Луксембург, Мексико, Холандија, Норвешка, Панама, Филипини, Пољска, Румунија, Русија, Србија, Словачка, Шпанија, Јужна Африка, Шведска, Швајцарска, Украјина и Сједињене Америчке Државе. Укупно је из 35 земаља учесница пристигло 363.000 фотографија. Највише фотографија стигло је из Немачке, Шпаније и Пољске. Фотографија Гробнице Сафтаџунга из Делхија, Индија, победила је на такмичењу. Шпанија је освојила друго, а Филипини треће место на издању годишњег фото-конкурса за 2012. годину.
Године 2013, такмичење Вики воли споменике имало је званично учешће више од педесет земаља са свих шест континената, укључујући и Антарктик. Међу новим земљама учесницама биле су Алжир, Кина, Азербејџан, Хонгконг, Јордан, Венецуела, Тајланд, Тајван, Непал, Тунис, Египат, Уједињено Краљевство, ратом захваћена Сирија и многе друге. Укупно је пристигло око 370.000 фотографија из више од 52 земље учеснице. Највише фотографија послато је из Немачке, Украјине и Пољске. Швајцарска је освојила прву међународну награду, док су Тајван и Мађарска заузели друго, односно треће место на издању за 2013. годину.
Издање такмичења Вики воли споменике за 2014. годину окупило је више од 8.750 учесника из 41 региона широм света, који су послали више од 308.000 фотографија. Пакистан, Македонија, Ирска, Косово, Албанија, Палестина, Либан и Ирак први пут су учествовали 2014. године. У Пакистану је више од 700 учесника из целе земље послало преко 12.000 фотографија.
Издање за 2015. годину забележило је учешће више од 6.200 такмичара из 33 земље, уз преко 220.000 фотографија пристиглих током септембра.
Издање Вики воли споменике за 2016. годину било је подржано од стране Унеска и окупило је 10.700 учесника из 43 земље, који су послали 277.000 фотографија.
У издању за 2017. годину учествовале су 52 земље, а прикупљено је скоро 245.000 фотографија. Следеће године, 2018, број земаља учесница порастао је на 56, које су заједно допринеле са више од 257.000 фотографија. У издању за 2019. годину, број учесница је пао на 48 земаља, а прикупљено је скоро 213.000 слика.
Такмичење 2020. године организовано је уз одређене измене услед пандемије ковида, па је у неким земљама одржано у октобру или новембру уместо у традиционалном термину у септембру. Упркос тешкоћама, учесници из 51 земље послали су више од 230.000 фотографија.
Године 2022, украјински организациони одбор повукао се из такмичења у знак протеста против могућности да се прихвате фотографије споменика културног наслеђа из Русије — земље која, како су навели, „води рат против Украјине и убија хиљаде Украјинаца, као и систематски уништава и краде украјинске споменике културе, архитектуре и археологије“. Захтев украјинског тима да се Русија искључи из такмичења није прихваћен, али се ова држава повукла из међународне селекције у наредним годинама.
Године 2024, пристигло је 239.556 фотографија из 56 регија широм света, од стране 4.519 учесника. Закључно са тим издањем, у оквиру пројекта прикупљено је 3.394.680 фотографија  

## Годишња издања
Од премијерног пилот издања фото-конкурса Вики воли споменике које је било 2010. године, до 2024. године организовано је 15 пута, од тога 14 на међународном нивоу.

### Статистика
| Година | Земље / Регије | Фотографија | Слике коришћене на викијима | Учесници | Регистровани након почетка такмичења |
| ------ | -------------- | ----------- | --------------------------- | -------- | ------------------------------------ |
| 2010.. | 1              | 11.980      | 7.742 (64%)                 | 199      | 141 (70%)                            |
| 2011.  | 18             | 156.020     | 68.548 (43%)                | 5.484    | 4.118 (75%)                          |
| 2012.  | 34             | 350.172     | 136.582 (39%)               | 15.127   | 12.238 (80%)                         |
| 2013.  | 53             | 359.179     | 128.706 (35%)               | 12.188   | 9.402 (77%)                          |
| 2014.  | 41             | 303.000     | 99.199 (32%)                | 9.167    | 6.975 (76%)                          |
| 2015.  | 33             | 223.696     | 75.968 (33%)                | 6.725    | 4.785 (71%)                          |
| 2016.  | 42             | 271.306     | 78.366 (28%)                | 10.785   | 8.356 (77%)                          |
| 2017.  | 52             | 243.392     | 73.890 (30%)                | 9.886    | 7.314 (73%)                          |
| 2018.  | 56             | 255.507     | 64.400 (25%)                | 13.841   | 10.979 (79%)                         |
| 2019.  | 48             | 210.807     | 58.959 (27%)                | 7.189    | 4.689 (65%)                          |
| 2020.  | 51             | 227.938     | 55.788 (24%)                | 7.602    | 5.128 (67%)                          |
| 2021.  | 37             | 172.349     | 29.585 (17%)                | 4.925    | 3.180 (64%)                          |
| 2022.  | 39             | 152.036     | 25.521 (16%)                | 3.695    | 2.147 (58%)                          |
| 2023.  | 46             | 217.692     | 29.095 (13%)                | 4.695    | 2.752 (58%)                          |
| 2024.  | 56             | 239.554     | 29.265 (12%)                | 4.519    | 2.535 (56%)                          |
| Укупно | 667            | 3.394.680   | 956.619                     | 126.827  | 94.739                               |

### Победници у међународној селекцији
| Година | Фотографија | Аутор                         | Земља      | Опис                                                            |
| ------ | ----------- | ----------------------------- | ---------- | --------------------------------------------------------------- |
| 2010.  |             | Рудолфус                      | Холандија  | Вијзелштрат 31 у Амстердаму                                     |
| 2011.  |             | Михај Петре                   | Румунија   | Зимска фотографија манастира Чајна, предграђе Букурешта         |
| 2012.  |             | Пранав Синг                   | Индија     | Гробница Сафдарџунг, Њу Делхи                                   |
| 2013.  |             | Давид Гублер                  | Швајцарска | Локомотива RhB Ge 4/4 II са гурним возом прелази вијадукт Визен |
| 2014.  |             | Константин Брижниченко        | Украјина   | Манастир Свете Горе, Светогорск                                 |
| 2015.  |             | Марко Лајтер                  | Немачка    | Светионик Вестерхеверсанд, Вестерхевер                          |
| 2016.  |             | Ансгар Коренг                 | Немачка    | Улазна хала Окружног суда, Берлин                               |
| 2017.  |             | Прашант Каторе                | Индија     | Храм Кандоба, Пуна                                              |
| 2018.  |             | Алиреза Ахаги                 | Иран       | Џамија шеика Лутфолаха, Исфахан                                 |
| 2019.  |             | Маријан Наворски              | Пољска     | Напуштена евангелистичка црква, Ставишин                        |
| 2020.  |             | Фарзин Изаддуст Дар           | Иран       | Црква Светог Јована, Сохрол                                     |
| 2021.  |             | Донатас Дабраволскас          | Бразил     | Краљевски португалски кабинет за читање, Рио де Жанеиро         |
| 2022.  |             | Кријенгсак Џирасирироџанакорн | Тајланд    | Човек вози бицикл испред зида Велике палате, Бангкок            |
| 2023.  |             | Мона Хасан Або-Абда           | Египат     | Пирамиде у Гизи током изложбе Зауек увек сада, Гиза             |
| 2024.  |             | Донатас Дабраволскас          | Бразил     | Статуа Христа Спаситеља изнад облака, Рио де Жанеиро            |

## Такмичење у Србији
Србија учествује у међународном фотографском такмичењу Вики воли споменике од 2012. године. Циљ такмичења у Србији је подстицање грађана да фотографишу непокретна културна добра широм земље и поделе своје фотографије под слободном лиценцом на Викимедијиној остави, чиме доприносе очувању, доступности и промоцији културне баштине.
Прво издање такмичења у Србији одржано је 2012. године и од тада је организовано у више наврата, најчешће у септембру. Током ових година, учесници су отпремили укупно преко 19.000 фотографија, од којих је више од 4.000 искоришћено у чланцима на Википедији. Укупно је учествовало више од 600 учесника , при чему је већина њих (преко 70% у појединим годинама) креирала налоге након почетка такмичења, што указује на значајан ангажман нових корисника и проширење заједнице.
Највећи број отпремљених фотографија забележен је 2024. године (3.982), док је највиши проценат искоришћених фотографија био 2012. године (32%). Ови резултати показују континуирани интерес и ангажовање за документовање културног наслеђа Србије у оквиру глобалне иницијативе.
У међународној селекцији свих фотографија 2023. године, фотографија Петроварадинске тврђаве аутора Valekd, заузела је шесто место, док је на домаћем такмичењу била седма. Наредне године, у топ десет најбољих фотографија на целом свету нашле су се две из Србије: фотографија Музеја савремене уметности у Београду, аутора Петра Милошевића заузела је четврто место и фотографија Споменика незнаном јунаку на Авали аутора Ivanbuki заузела је осмо место.
| Година | Фотографија | Слике коришћене на викијима | Учесници | Регистровани након почетка такмичења |
| ------ | ----------- | --------------------------- | -------- | ------------------------------------ |
| 2012.  | 3.756       | 1.212 (32%)                 | 152      | 126 (82%)                            |
| 2013.  | 2.661       | 641 (24%)                   | 81       | 56 (69%)                             |
| 2014.  | 2.620       | 759 (28%)                   | 80       | 51 (63%)                             |
| 2016.  | 2.200       | 418 (19%)                   | 50       | 32 (64%)                             |
| 2022.  | 1.142       | 201 (17%)                   | 35       | 25 (71%)                             |
| 2023.  | 3.245       | 565 (17%)                   | 147      | 113 (76%)                            |
| 2024.  | 3.982       | 481 (12%)                   | 88       | 57 (64%)                             |
| Укупно | 19.606      | 4.277                       | 633      | 460                                  |

| Година | Победничка фотографија                                                      | Друго место | Треће место | Напомена                                                                                      |
| ------ | --------------------------------------------------------------------------- | ----------- | ----------- | --------------------------------------------------------------------------------------------- |
| 2012.  | Crkva Svetih apostola Petra i Pavla (Petrova crkva), Novi Pazar, Srbija.jpg |             |             |                                                                                               |
| 2013.  |                                                                             |             |             |                                                                                               |
| 2014.  |                                                                             |             |             |                                                                                               |
| 2016.  |                                                                             |             |             |                                                                                               |
| 2022.  |                                                                             |             |             |                                                                                               |
| 2023.  |                                                                             |             |             | Седмопласирана фотографија Петроварадинске тврђаве је заузела 6. место у светској селекцији   |
| 2024.  |                                                                             |             |             | Трећепласирана фотографија је заузела 4. место а другопласирана 8. место у светској селекцији |

## Варијације и сродни пројекти
У оквиру Викимедијиног покрета, на локалном и међународном нивоу организовано је више варијација заснованих на такмичењу Вики воли споменике. Ови пројекти у највећој мери прате основни концепт, али се разликују по обиму и одређеним правилима.
- У пролеће 2013. године у Украјини је организовано фотографско такмичење под називом Вики воли Земљу (украјински: Вікі любить Землю), са главним фокусом на фотографисању природне баштине Украјине и постављању тих фотографија на Викимедијину оставу.[16]
- Неколико месеци касније, Викимедија Шведске и Europeana покренули су такмичење под називом Вики воли јавну уметност, с циљем повећања броја фотографија јавних уметничких дела. Пројекат је организован у пет земаља и резултирао је са више од 9.250 отпремљених фотографија.[17]
- У јесен 2013. године у Северној Македонији организовано је фотографско такмичење Вики воли културно наслеђе (македонски: Вики го сака културното наследство), којим је проширен опсег такмичења Вики воли споменике тако да обухвати културно наслеђе у свим облицим, материјално и нематеријално, укључујући споменике, културна добра, традиционална јела, одећу, таписерије, занате, игре и друге елементе народне културе.[18]
- У Србији је од 2023. године покренут пројекат Вики воли јавну уметност и гробна обележја, као национална варијација заснована на међународним иницијативама. Пројекат је усмерен на документовање јавне уметности (као што су скулптуре, споменици, мурали) и гробних обележја од културно-историјског значаја. Овај пројекат има за циљ да допуни слободну мултимедијалну базу података и побољша садржај на Википедији и другим Викимедијиним пројектима, кроз ангажовање заједнице и истицање често занемарених облика културног наслеђа.[19]